# Operazione Dardanelli
L'operazione Dardanelli fu un tentativo senza successo, messo in atto dalla Royal Navy, di imporre le proprie richieste all'Impero ottomano da parte del Regno Unito nel corso della guerra anglo-turca (1807-1809).

## Storia
Nel 1806, i francesi inviarono Sebastiani con un dispaccio a Costantinopoli con l'invito alla Turchia di rientrare in guerra. 
Il sultano Selim III stava facendo dei preparativi per una guerra con la Russia approfittando del fatto che lo zar Alessandro I avesse già dislocato gran parte dell'esercito in Polonia e in Prussia orientale per fronteggiare l'avanzata delle forze francesi al comando di Napoleone. Perciò Alessandro I chiese assistenza ai britannici affinché la Turchia rimanesse fuori dalla guerra.
Le forze britanniche erano troppo deboli ed inadeguate per imporre il volere della Coalizione agli ottomani, così toccò alla potente Royal Navy cercare di soddisfare le richieste russe. Le navi immediatamente disponibili per l'azione erano HMS Canopus, HMS Standard, HMS Thunderer, HMS Glatton e le due cannoniere HMS Lucifer, HMS Meteor, sotto il comando del vice ammiraglio Cuthbert Collingwood, comandante in capo della flotta nel Mediterraneo, partite per lo stretto dei Dardanelli e mentre si trovavano in navigazione si prepararono all'operazione.
Nello stesso tempo, l'ambasciatore britannico a Costantinopoli, Arbuthnot, chiese al governo ottomano di espellere Sebastiani, ed in caso di mancata accettazione della richiesta, la flotta britannica nel Mediterraneo avrebbe agito.
Le forze in possesso di Collingwood per portare a termine l'operazione erano di modesta entità - soltanto otto navi e quattro fregate. In appoggio vi erano soltanto quattro navi russe al comando dell'ammiraglio Dmitrij Senjavin, ma non raggiunsero Duckworth che dopo l'uscita dai Dardanelli. L'ammiraglio Duckworth, che comandava i britannici, aveva l'ordine di bombardare Costantinopoli e di decimare la flotta turca.

## Antefatto

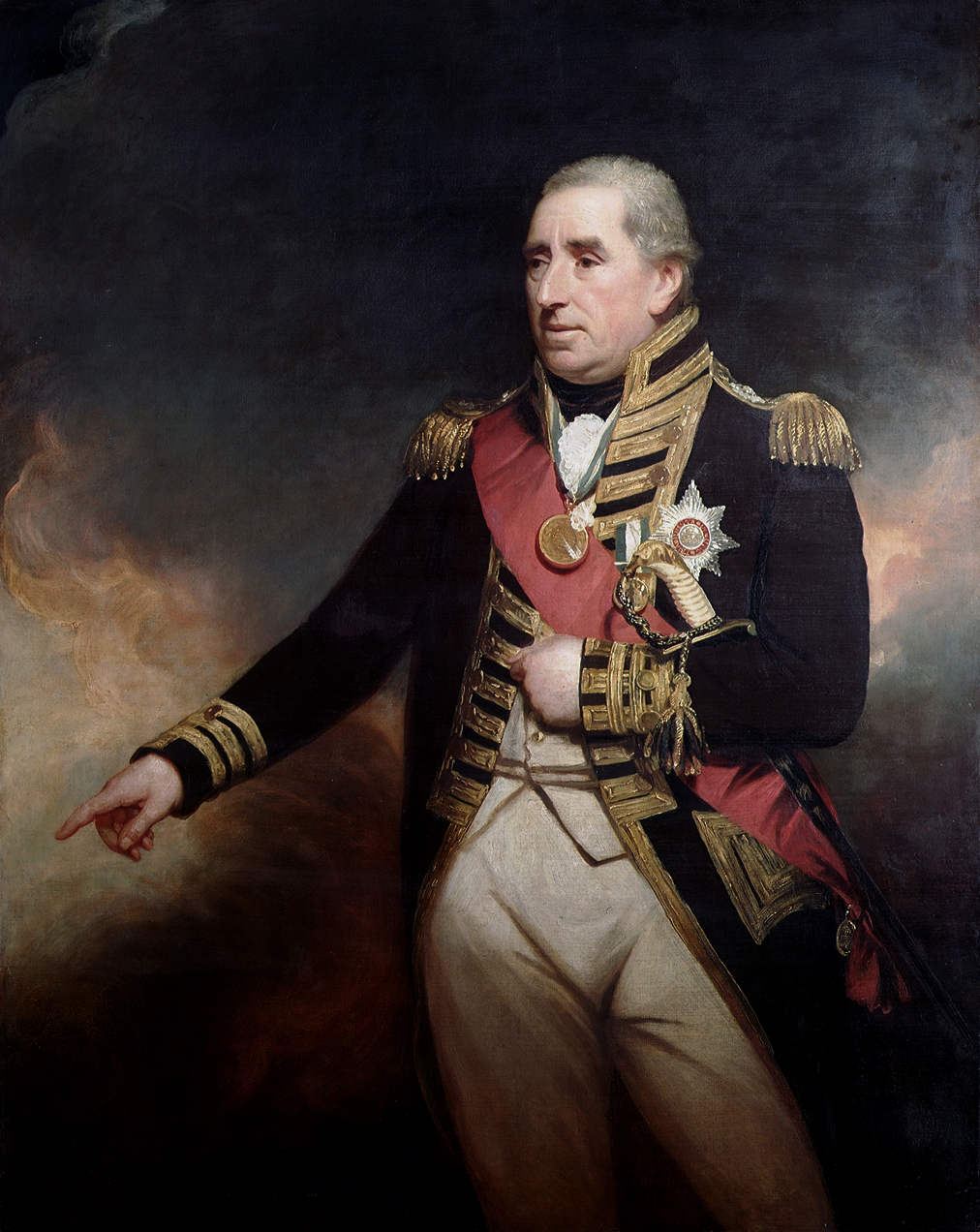
L'ammiraglio britannico John Thomas Duckworth.

In previsione di una guerra tra la Russia e la Turchia, il Regno Unito aveva inviato Sir Thomas Louis da Cadice il 2 novembre 1806 nel mar Mediterraneo. Egli raggiunse Tenedo, nei pressi dello stretto dei Dardanelli, il 21 novembre, fece un breve viaggio a Costantinopoli e tornò allo Stretto. La Turchia aveva dichiarato guerra alla Russia il 30 dicembre 1806 ed il Regno Unito aveva inviato l'ammiraglio Sir John Duckworth con la Royal George 100 cannoni, da Cadice il 15 gennaio 1807 nel mar Mediterraneo. Prendendo la Windsor Castle 98 cannoni, e la Repulse 74 cannoni da Gibilterra e la Pompée 74 cannoni e la Ajax 74 cannoni, da Malta per sostituire le navi della flotta russa sotto Senjavin, che erano ancora in Adriatico, Duckworth procedette verso Tenedo. Nonostante l'ultimatum britannico, il 27 dicembre Selim dichiarò guerra alla Russia. Il 29 gennaio 1807, la fregata Endimione con 40 cannoni lasciò Costantinopoli per evacuare l'ambasciatore britannico e tutti i residenti inglesi. Una dichiarazione formale di guerra non era ancora stata inviata da Londra e le due potenze erano ancora tecnicamente alleate.
Il 10 febbraio, la flotta di Duckworth si era concentrata all'imboccatura dei Dardanelli. Si riunì alla flotta di Louis e tornò a Tenedo il 1º febbraio, dove Duckworth si era già fermato. Ancora non tecnicamente in guerra, i turchi ritardarono Duckworth con alcuni negoziati. La presenza di navi inglesi e russe all'imboccatura dei Dardanelli portò Sebastiani ed i suoi ufficiali ad iniziare il rafforzamento delle batterie costiere turche.

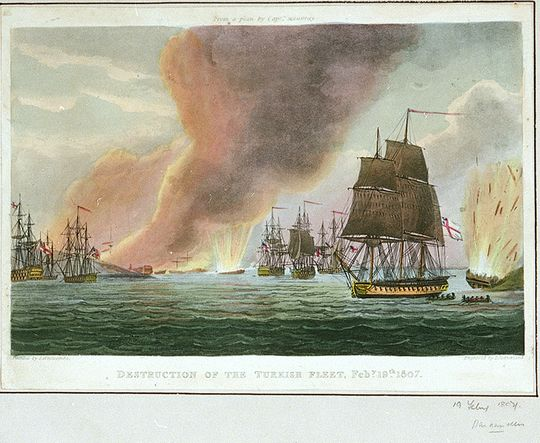
Destruction of the Turkish Fleet Feby 19th 1807, incisione a colori di Thomas Whitcombe

## La battaglia
L'11 febbraio, la flotta, al comando di Duckworth, lasciò Tenedo, ma per una settimana non poté entrare nello stretto per calma di vento. L'Ajax prese fuoco il 14 febbraio, si arenò su Tenedo e venne fatta saltare in aria il 15 febbraio.
Il 19 febbraio la flotta riuscì a salpare dai Dardanelli e venne investita dal fuoco del forte turco all'ingresso dello stretto (le navi britanniche risposero al fuoco), poi fu fatto fuoco dai castelli posti più in alto (la flotta rispose al fuoco). Tuttavia, l'assenza di un numero significativo di truppe turche, a causa della fine del Ramadan, fece sì che il fuoco delle batterie turche fosse inefficace e la flotta raggiunse rapidamente il Mar di Marmara.
Subito oltre le fortificazioni c'erano una nave da 64 cannoni,  fregate da 40, 36, 36 e 32 cannoni, sloop da 22, 18, 10 e 10 cannoni, 2 brigantini e 2 cannoniere. Mentre la flotta britannica si avvicinava, uno dei brigantini a sinistra si diresse verso Costantinopoli. Dopo il passaggio del Real George che si ancorò a circa 3 km di distanza, il Pompée, la Tonante, lo Standard, l' Endymion e l' Active attaccarono le navi turche e una nuova fortificazione costruita nelle vicinanze. Uno sloop e una cannoniera vennero catturati e altre unità furono costrette ad arenarsi  e distrutte da imbarcazioni inglesi. Duckworth quindi ordinò ai marines al comando di Edward Nicolls di sbarcare e sorprendere le batterie costiere. A seguito del fatto che i cannonieri turchi cercarono di fuggire da un'isola chiamata Brota, i Royal Marines catturarono due cannoni.
Alle cinque del pomeriggio la flotta salpò per Costantinopoli, lasciando all'Active il compito di terminare l'azione. Le perdite britanniche furono di 10 morti e 77 feriti. Dopo aver subito ingenti danni, Duckworth decise di ritirarsi senza mai tentare un bombardamento di Costantinopoli.

## Esiti
Duckworth salpò da Costantinopoli per una settimana e mezza, sperando che la flotta turca sarebbe uscita a combattere, ma ciò non avvenne, così, pubblicato lo sloop il 2 marzo, tornò attraverso i Dardanelli a Tenedo il 3 marzo. Lungo la strada, fu attaccato di nuovo dalle fortificazioni turche, patendo 29 morti e 138 feriti. A Tenedo fu accolto da Senjavin, che aveva lasciato Corfù il 22 febbraio.
Egli non fece un secondo tentativo sui Dardanelli, una decisione che gli valse delle critiche, ma probabilmente la sua decisione era ragionevole, considerando la potenza delle batterie costiere. Un tentativo di cogliere la flotta turca avrebbe probabilmente fallito e comportato molte più vittime britanniche.
L'intera operazione fu un fallimento, determinato dalla perdita di 42 uomini, dal ferimento di 235 e dalla scomparsa di altri 4. Molto tempo dopo la Francia e la Russia stipularono la pace e Senjavin sconfisse la flotta turca ai Dardanelli il 10-11 maggio 1807. Gli ottomani sarebbero rimasti in guerra coi loro vicini del nord, drenando una parte significativa dell'esercito russo, che venne anche coinvolto in operazioni contro la Svezia nella guerra di Finlandia e poi nella ripresa delle ostilità contro la Francia nel 1812.

## Flotta
La flotta della Royal Navy comprendeva:
Division d'avanguardia (Vanguard Division)
Comandata dal contrammiraglio Sir Thomas Louis
- HMS Canopus 80 cannoni (Capitano F.W. Austin)[3]
- HMS Endymion 40 cannoni (Capitano Thomas Bladen Capel)[3]
- HMS Ajax 74 cannoni (Capitano Henry Blackwood)[3]

Divisione di centro (Main Division)
Comandata dal vice ammiraglio Sir John Thomas Duckworth
- HMS Royal George 100 cannoni (Capitano Richard Dalling Dunn)[3]
- HMS Windsor Castle 98 cannoni (Capitano C. Boyles)[3]
- HMS Repulse 74 cannoni (Capitano Arthur Kaye Legge)[4]
- HMS Active 38 cannoni (Capitano Moubray)[5]

Divisione di retroguardia (Rear Division)
comandata dal contrammiraglio Sir Sydney Smith
- HMS Standard 64 cannoni (Capitano Harvey)[5]
- HMS Thunderer 74 cannoni (Capitano Talbot)[5]
- HMS Pompée 74 cannoni (Capitano Richard Dacres)[5]
- HMS Lucifer (bomb-ship) (Capitano Elliot)[7]
- HMS Meteor (cannoniera)[8][9]
- HMS Madras (nave provviste) 54 cannoni (Capitano Charles Marsh Schomberg)[3]
- HMS Delight 16 cannoni (brigantino)[10]
- HMS Juno 32 cannoni (Capitano Charles Richardson)[11]